# Carla Del Ponte
Carla del Ponte (født 9. februar 1947 i Lugano, Schweiz) er en schweizisk jurist, der 1999-2008 var chefanklager ved Det internationale tribunal til pådømmelse af krigsforbrydelser i det tidligere Jugoslavien i Haag. Hun stod bl.a. for processen mod Slobodan Milosovic.
I dag er Del Ponte, der er portugisisk gift, Schweiz' ambassadør i Argentina.
- Wikimedia Commons har flere filer relateret til Carla Del Ponte